# Shanghai Auto Works

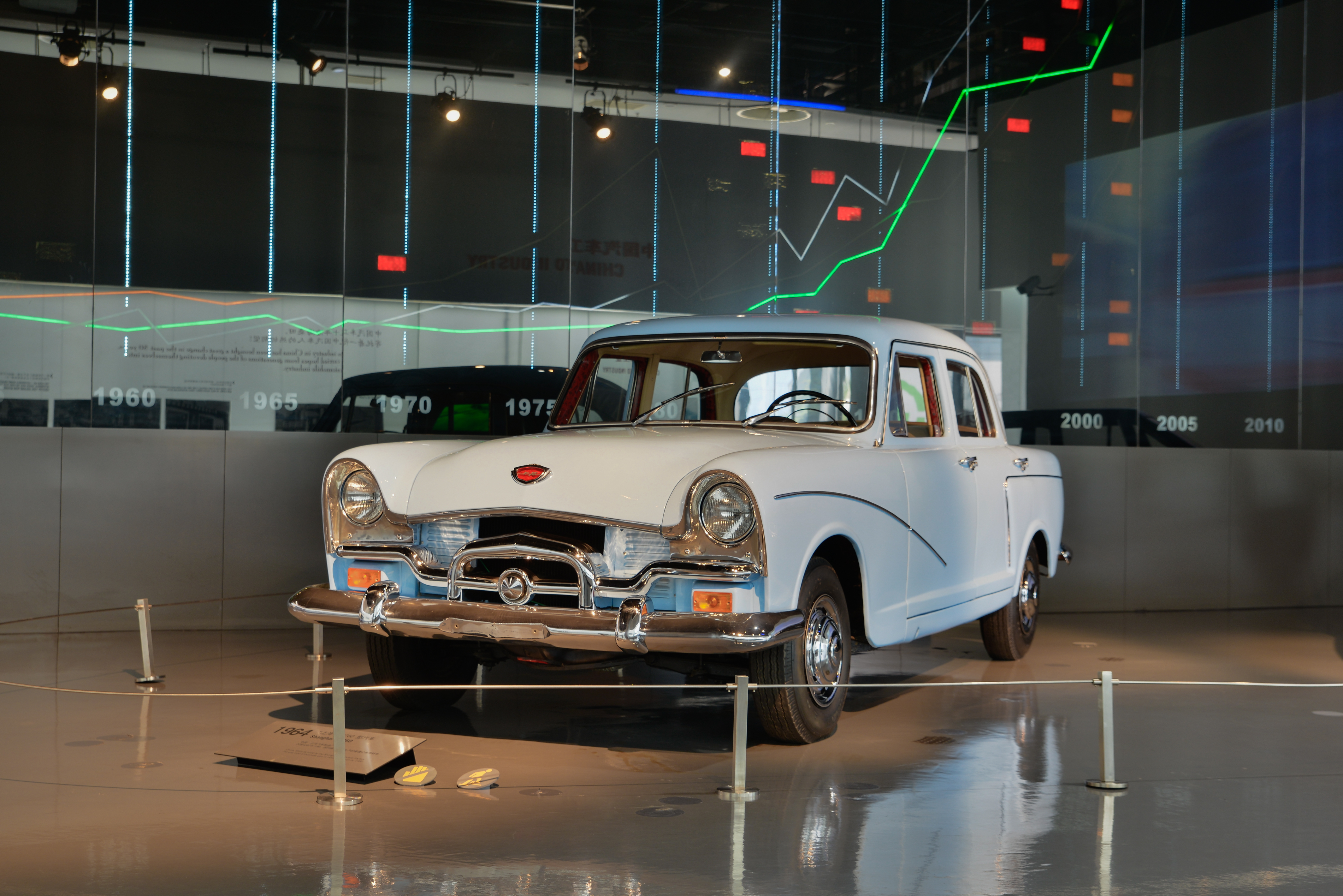
Shanghai SH 760

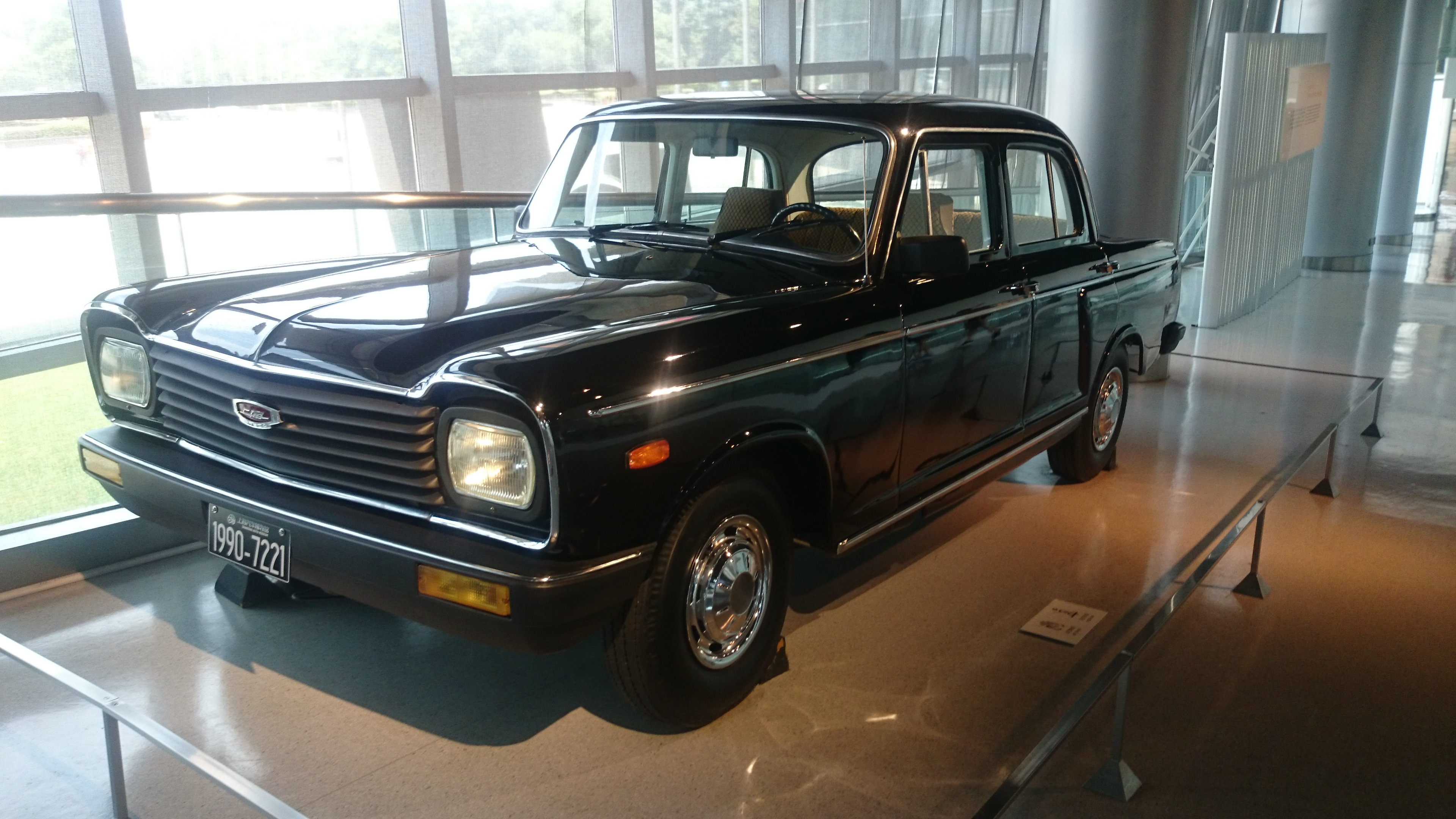
Shanghai SH 7221

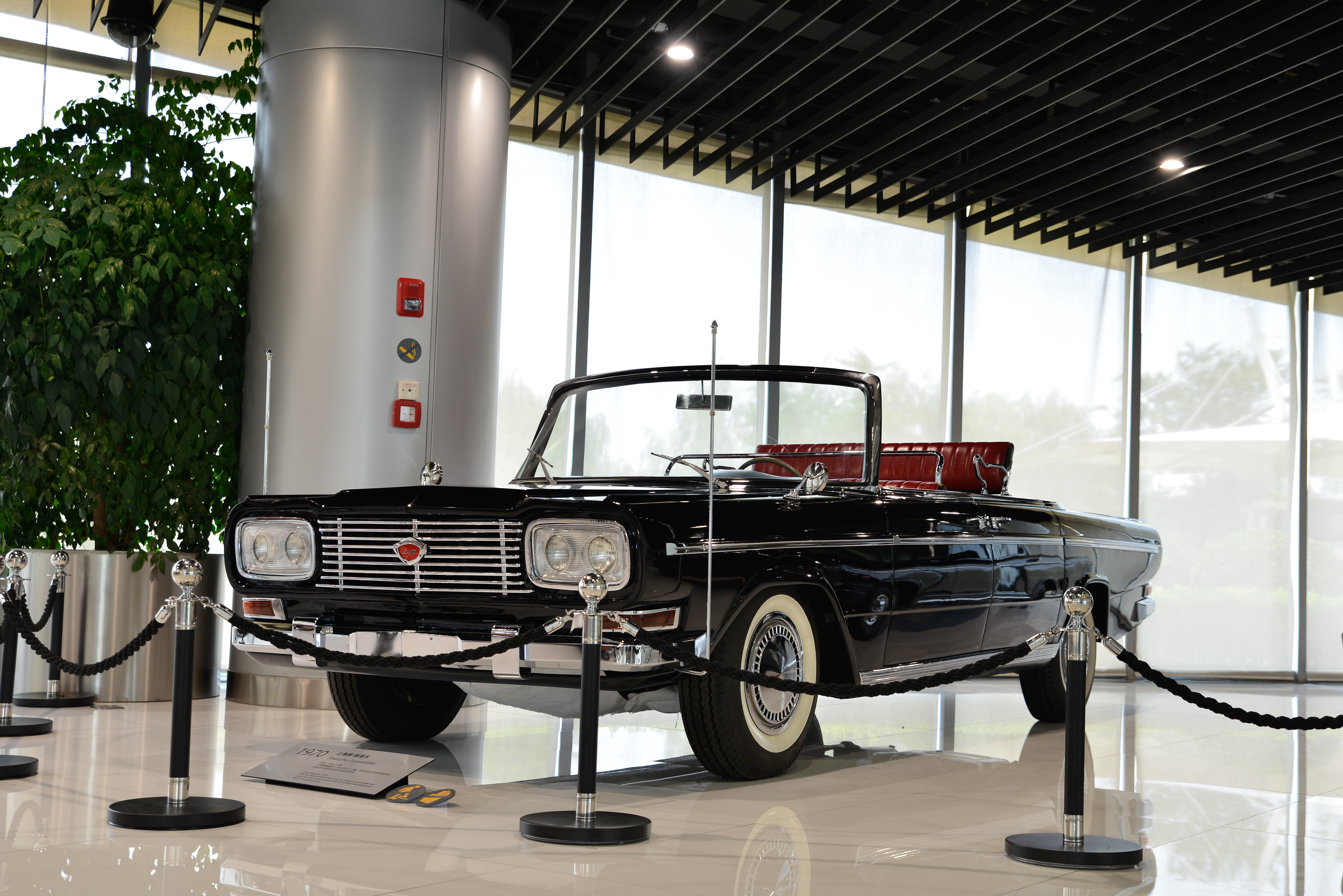
Prototyp eines Cabriolets

Shanghai Auto Works war ein Hersteller von Automobilen aus der Volksrepublik China.

## Unternehmensgeschichte
Das Unternehmen aus Shanghai hat seinen Ursprung in einer 1920 gegründeten Autowerkstatt. 1958 begann die Produktion von Automobilen. Der Markenname lautete zunächst Fenghuang (gelegentlich auch Phoenix genannt) und ab 1964 Shanghai. Jährlich entstanden etwa 2000 bis 4000 Fahrzeuge, mit dem Höchstwert von 6010 Fahrzeugen im Jahr 1984. In dem Jahr endete auch die Produktion des Modells bei Shanghai Auto Works, da die Produktionskapazitäten von Shanghai Volkswagen benötigt wurden. Das Unternehmen gehört zu SAIC Motor.

## Fahrzeuge

### Markenname Fenghuang
Der Fenghuang ähnelte Modellen von Plymouth. Sein Vierzylindermotor leistete 78 PS. 1959 erschien eine Version mit Doppelscheinwerfern, dicken Stoßstangen und einem breiten Kühlergrill. Ein Fahrzeug mit dem chinesischen Kennzeichen 3*00691 ist auf mehreren Fotos abgebildet. Die letzte Version wurde 1960 vorgestellt. Sie basierte auf dem Mercedes-Benz 220 der 1950er Jahre. Hiervon entstanden 13 Fahrzeuge als Limousine.

### Markenname Shanghai
Der Shanghai SH 760 war das gleiche Fahrzeug wie der letzte Fenghuang, nur umbenannt. Sein Sechszylindermotor mit 2232 cm³ Hubraum leistete 90 PS. 1974 folgte der Shanghai SH 760 A mit überarbeiteter Front und Heck, der bis 1989 produziert wurde. Die letzten Ausführungen Shanghai SH 7221 und Shanghai SH 7231 entstanden bis 1993 bei Shanghai Shenlian Special Auto Works.